# Alfio Vandi
Alfio Vandi (San Arcangelo, 7 december 1955) is een voormalig Italiaans wielrenner. Hij was beroepsrenner tussen 1976 en 1988.

## Belangrijkste overwinningen
1975
- Coppa della Pace

1976
- Ronde van Venetië
- Jongerenklassement Ronde van Italië

1977
- 1e etappe Tirreno-Adriatico

1979
- Milaan-Turijn

1981
- Coppa Placci
- Ronde van Reggio Calabria
- Memorial Nencini

## Resultaten in voornaamste wedstrijden
| Jaar | Ronde van Italië | Ronde van Frankrijk | Ronde van Spanje |
| ---- | ---------------- | ------------------- | ---------------- |
| 1976 | 7e               |                     |                  |
| 1977 | 4e               |                     |                  |
| 1978 | 7e               |                     |                  |
| 1979 |                  | opgave              |                  |
| 1980 | opgave           |                     |                  |
| 1981 | 7e               |                     |                  |
| 1982 | 12e              |                     |                  |
| 1983 | 20e              | 39e                 |                  |
| 1984 | 17e              |                     |                  |
| 1985 | opgave           |                     |                  |
| 1986 | 11e              |                     |                  |
| 1987 | 33e              |                     |                  |
| 1988 | 31e              |                     |                  |

| Jaar | Milaan-San Remo | Ronde van Vlaanderen | Luik-Bast.‑Luik | Ronde van Lombardije | Waalse Pijl |  | Wereldranglijsten |
| ---- | --------------- | -------------------- | --------------- | -------------------- | ----------- |  | ----------------- |
| 1976 | 39e             |                      |                 | 12e                  |             |  |                   |
| 1977 | 40e             | 22e                  |                 | 6e                   | 13e         |  | 25e (SPP)         |
| 1978 | 146e            |                      |                 | 5e                   |             |  | 36e (SPP)         |
| 1979 | 77e             |                      | 25e             | 9e                   | 37e         |  | 27e (SPP)         |
| 1980 | 92e             |                      |                 |                      |             |  |                   |
| 1981 | 28e             |                      |                 | 16e                  |             |  |                   |
| 1982 | 36e             |                      |                 | 5e                   |             |  |                   |
| 1983 | 54e             |                      |                 |                      |             |  |                   |
| 1984 |                 |                      |                 |                      |             |  |                   |
| 1985 | 77e             |                      |                 | 8e                   |             |  |                   |
| 1986 |                 |                      | 26e             | 31e                  | 35e         |  |                   |
| 1987 |                 |                      |                 | 24e                  |             |  |                   |
| 1988 |                 |                      |                 |                      |             |  |                   |